# Primera División de Chile 1979
Primera División de Chile 1979 var den chilenska högstaligan i fotboll för herrar för säsongen 1979, som slutade med att Colo-Colo vann för tolfte gången. 

## Kvalificering för internationella turneringar
- Copa Libertadores 1980
  - Vinnaren av Primera División: Colo-Colo
  - Vinnaren av Liguilla Pre-Libertadores: O'Higgins

## Sluttabell
Vinnaren av Copa Chile 1979 fick två extra bonuspoäng, dessutom fick alla semifinalister förutom vinnaren ett bonuspoäng. Dessa bonuspoäng redovisas i tabellen under "BP".
| Plac. | Lag                  | S  | V  | O  | F  | BP | GM | IM | MSK | Poäng |
| ----- | -------------------- | -- | -- | -- | -- | -- | -- | -- | --- | ----- |
| 1     | Colo-Colo            | 34 | 23 | 8  | 3  | 1  | 72 | 24 | 48  | 55    |
| 2     | Cobreloa             | 34 | 18 | 8  | 8  | 1  | 61 | 36 | 25  | 45    |
| 3     | Unión Española       | 34 | 18 | 7  | 9  | 1  | 45 | 31 | 14  | 44    |
| 4     | Universidad de Chile | 34 | 17 | 8  | 9  | 2  | 37 | 25 | 12  | 44    |
| 5     | O'Higgins            | 34 | 18 | 7  | 9  | 0  | 47 | 40 | 7   | 43    |
| 6     | Green Cross Temuco   | 34 | 14 | 11 | 9  | 0  | 46 | 40 | 6   | 39    |
| 7     | Coquimbo Unido       | 34 | 14 | 8  | 12 | 0  | 60 | 57 | 3   | 36    |
| 8     | Palestino            | 34 | 10 | 14 | 10 | 0  | 52 | 50 | 2   | 34    |
| 9     | Deportes Concepción  | 34 | 12 | 10 | 12 | 0  | 49 | 49 | 0   | 34    |
| 10    | Universidad Católica | 34 | 9  | 15 | 10 | 0  | 45 | 38 | 7   | 33    |
| 11    | Aviación             | 34 | 12 | 8  | 14 | 0  | 52 | 41 | 11  | 32    |
| 12    | Lota Schwager        | 34 | 9  | 13 | 12 | 0  | 28 | 44 | -16 | 31    |
| 13    | Naval                | 34 | 8  | 14 | 12 | 0  | 45 | 55 | -10 | 30    |
| 14    | Everton              | 34 | 10 | 9  | 15 | 0  | 54 | 57 | -3  | 29    |
| 15    | Audax Italiano       | 34 | 10 | 7  | 17 | 0  | 46 | 56 | -10 | 27    |
| 16    | Santiago Wanderers   | 34 | 6  | 9  | 19 | 0  | 37 | 65 | -28 | 21    |
| 17    | Santiago Morning     | 34 | 7  | 7  | 20 | 0  | 33 | 72 | -39 | 21    |
| 18    | Ñublense             | 34 | 6  | 7  | 21 | 0  | 28 | 57 | -29 | 19    |

|  | Mästare och kvalificerade till Copa Libertadores 1980. |
|  | Kvalificerade till Liguilla Pre-Libertadores.          |
|  | Till kvalserie.                                        |
|  | Nedflyttade till Segunda División.                     |

| Primera División Vinnare av Primera División 1979 |
| ------------------------------------------------- |
| Chile                                             |
| Colo-Colo 12:e titeln                             |

## Kvalserie
I kvalserien, eller "Liguilla de Promoción", deltog lag 15 och 16 från högstadivisionen samt lag 3 och 4 från den näst högsta divisionen. Lagen möttes i en serie där alla lag spelade en match mot varje lag och efter tre matcher fick de två främsta lagen spela i Primera División 1978. De båda lagen från högstadivisionen, Ñublense och Coquimbo Unido, höll sig kvar i Primera División 1979.
| Plac. | Lag                 | S | V | O | F | GM | IM | MSK | Poäng |
| ----- | ------------------- | - | - | - | - | -- | -- | --- | ----- |
| 1     | Santiago Wanderers  | 3 | 1 | 2 | 0 | 4  | 3  | 1   | 4     |
| 2     | Audax Italiano      | 3 | 1 | 2 | 0 | 1  | 0  | 1   | 4     |
| 3     | San Marcos de Arica | 3 | 1 | 1 | 1 | 3  | 2  | 1   | 3     |
| 4     | Independiente       | 3 | 0 | 1 | 2 | 4  | 7  | -3  | 1     |

Santiago Wanderers och Audax Italiano fick spelade i den högsta divisionen 1980.

## Liguilla Pre-Libertadores
Lagen på plats 2 till 5 (Cobreloa, O'Higgins, Unión Española & Everton) spelade en playoff-serie bestående av tre omgångar för att bestämma vilket lag som skulle bli det andra representationslaget i Copa Libertadores 1979. Eftersom Unión Española och O'Higgins hamnade på samma poäng spelades det en avgörande final.
| Plac. | Lag                  | S | V | O | F | GM | IM | MSK | Poäng |
| ----- | -------------------- | - | - | - | - | -- | -- | --- | ----- |
| 1     | O'Higgins            | 3 | 2 | 1 | 0 | 6  | 3  | 3   | 5     |
| 2     | Universidad de Chile | 3 | 2 | 1 | 0 | 5  | 3  | 2   | 5     |
| 3     | Unión Española       | 3 | 1 | 0 | 2 | 5  | 7  | -2  | 2     |
| 4     | Cobreloa             | 3 | 0 | 0 | 3 | 0  | 3  | -3  | 0     |

### Final
|  | 4 januari 1980 | O'Higgins | 1–0 | Universidad de Chile | Estadio Nacional, Santiago        |  |
|  |                |           |     |                      | Publik: 47 072 Domare: Mario Lira |  |
|  |                |           |     |                      |                                   |  |
|  |                |           |     |                      |                                   |  |

O'Higgins vidare till Copa Libertadores 1980